# Zagrađe (Pleterniceszentmiklós)
Zagrađe falu Horvátországban, Pozsega-Szlavónia megyében. Közigazgatásilag Pleterniceszentmiklóshoz tartozik.

## Fekvése
Pozsegától légvonalban 14, közúton 18 km-re délkeletre, községközpontjától 5 km-re délre, a Dilj-hegység nyugati lejtőin fekszik. 

## Története
Zagrađe területe már a történelem előtti időkben is lakott volt, ezt igazolják a határában talált őskori település maradványai. A „Selište” nevű határrészen a mai település középkori előzményének a kétségtelen nyomait is megtalálták, de a középkori név ismeretének hiányában még nem sikerült azonosítani a középkori forrásokban szereplő településnevekkel. Erre Csánki Dezső tett kísérletet Pozsega megyéről szóló munkájában, melyben a mai Zagrađét esetlegesen a Garai család egykori birtokával a középkori Orlyava menti Gradpatakával azonosítja (1275:„Gradpotok”), mely Komoricával volt határos. A középkori település templomának romjai a 20. század elején még látszottak. A „Kućište” nevű lelőhelyen középkori használati tárgyakat, fegyvereket és pénzeket ástak ki. A település neve arra utal, hogy egykor a közelében vár is állt.
1536 körül foglalta el a török és uralma 150 évig tartott. 1687-ben szabadult fel a török uralom alól. 
1698-ban „Zagragy” néven 10 portával a hajdútelepülések (pagus haidonicalis) között szerepel a török uralom alól felszabadított szlavóniai települések összeírásában. A Gradiskai határőrezredhez tartozott, majd a katonai közigazgatás megszüntetése után Pozsega vármegye része lett.
Az első katonai felmérés térképén „Dorf Sagradie” néven található. Lipszky János 1808-ban Budán kiadott repertóriumában „Zagradje” néven szerepel. 
Nagy Lajos 1829-ben kiadott művében „Zagradje” néven összesen 80 házzal, 398 katolikus és 4 ortodox vallású lakossal találjuk.
1857-ben 373, 1910-ben 702 lakosa volt. Az 1910-es népszámlálás szerint lakosságának 94%-a horvát, 4%-a magyar anyanyelvű volt. Pozsega vármegye Bródi járásának része volt. Az első világháború után 1918-ban az új szerb-horvát-szlovén állam, majd később (1929-ben) Jugoszlávia része lett. 1991-től a független Horvátországhoz tartozik. 1991-ben lakosságának 98%-a horvát nemzetiségű volt. A településnek 2011-ben 492 lakosa volt. Temploma, iskolája, tűzoltószerháza van.

## Lakossága
| Lakosság változása | Lakosság változása | Lakosság változása | Lakosság változása | Lakosság változása | Lakosság változása | Lakosság változása | Lakosság változása | Lakosság változása | Lakosság változása | Lakosság változása | Lakosság változása | Lakosság változása | Lakosság változása | Lakosság változása | Lakosság változása |
| ------------------ | ------------------ | ------------------ | ------------------ | ------------------ | ------------------ | ------------------ | ------------------ | ------------------ | ------------------ | ------------------ | ------------------ | ------------------ | ------------------ | ------------------ | ------------------ |
| 1857               | 1869               | 1880               | 1890               | 1900               | 1910               | 1921               | 1931               | 1948               | 1953               | 1961               | 1971               | 1981               | 1991               | 2001               | 2011               |
| 373                | 392                | 398                | 481                | 528                | 702                | 706                | 812                | 845                | 809                | 780                | 692                | 612                | 556                | 569                | 492                |

## Nevezetességei
- Szent Rókus tiszteletére szentelt római katolikus kápolnája a bučjei plébánia filiája.
- Védett lakóépületek a 19. 63. 96. 99. 128. és 134. számok alatt.

## Oktatás
A településen a pleternicai elemi iskola négyosztályos alsó tagozatos területi iskolája működik.

## Sport
A Graničar labdarúgóklub csapata a megyei 2. ligában szerepel.

## Egyesületek
A „Vesela Šokica” nőegyletet 2014-ben alapították.